# 简·斯特林 (1955年)
简·斯特林（英語：Jan Stirling，1955年7月20日—），澳大利亚篮球运动员、教练。她曾带领澳大利亚女子国家队参加2004年和2008年夏季奥林匹克运动会篮球比赛，结果队伍获得二枚银牌。